# ياسين بن قمرة
ياسين بن قمرة هو ممثل وعارض أزياء ومقدم برامج ومنتج تلفزيوني تونسي من مواليد 30 يناير 1985. إشتهر بمشاركته في عدة مسلسلات أبرزها دور إلياس عبد الحق في مكتوب وبدر بن صالح في أولاد مفيدة. كما لعب في العديد من الأفلام العربية والأوروبية تحت إشراف مخرجين مثل سامي الفهري وعبد القادر الجربي وبيتر ويبر وجياكومو كامبيوتي وكارمين إليا وبيير بيلوني.

## الحياة الشخصية
ياسين بن قمرة هو الأخير من بين ثلاثة أشقاء بينهم شقيقتان كبيرتان. فقد والده في سن السابعة، بعد صراع طويل مع سرطان البنكرياس.
أكمل ياسين بن قمرة دراسته الثانوية في معهد الإمام مسلم بالمنزه، حيث حصل على البكالوريا (علوم تقنية) عام 2003، ثم أكمل دراسته الجامعية في المعهد العالي لفنون الملتيميديا بمنوبة.
تزوج ياسين في 7 يناير 2017 في تونس العاصمة من رفيقته المهندسة المعمارية الفرنسية التونسية، بحضور عدة شخصيات.
بدأ مسيرته كممثل عام 2005، حيث لعب دورًا في المسلسل التلفزيوني مقهى جلول من إخراج لطفي بن ساسي وعماد بن حميدة.
في عام 2006، إتخذ خطواته الأولى كمقدم برامج على قناة حنبعل برنامج Jetset.
لعب دور إلياس عبد الحق في مكتوب وبدر بن صالح في أولاد مفيدة.
في عام 2010، لعب دور سي حيدر في المسلسل من أيام مليحة لعبد القادر الجربي.
في عام 2011، ظهر في مسلسل L'ombra del destino للمخرج بيير بيلوني.
في عام 2012، لعب دور بهان في المسلسل التاريخي الدرامي عمر، وهو مسلسل من إنتاج وبث قناة إم بي سي 1، من إخراج حاتم علي، والمبني على حياة عمر بن الخطاب، الخليفة الثاني للإسلام. في نفس العام، قام بدور ماتياس في المسلسل الإيطالي القصير Maria di Nazaret من إخراج جياكومو كامبيوتي وبدور قايو في الفيلم الإيطالي Santa Barbara من إخراج كارمين إليا.
في عام 2018، لعب دور شخصية خير الدين باشا في مسلسل تاج الحاضرة لسامي الفهري. في نفس العام، أجرى دورة تدريبية في الولايات المتحدة من أجل تطوير مهاراته والتمكن من تقنيات التقديم التلفزي في مجال برامج المسابقات و الالعاب.
في عام 2019، ظهر في المسلسل التاريخي ممالك النار وهو مسلسل دراما عربي مشترك تاريخي من إنتاج شركة جينوميديا الإماراتية للمخرج بيتر ويبر مع فتحي الهداوي وسهير بن عمارة.
في 2020، قدم بن قمرة وينتج برنامج لارينا على قناة الحوار التونسي.

## المسيرة الفنية
بدأ مسيرته كممثل عام 2005 حيث لعب دور خطيب سليمة كضيف شرف الحلقات 8 و9 و24 في المسلسل التلفزيوني مقهى جلول من إخراج لطفي بن ساسي وعماد بن حميدة.
في عام 2006 إتخذ خطواته الأولى كمقدم برامج على قناة حنبعل في برنامج Jetset.
في سنوات 2008 و 2009 لعب دور «إلياس عبد الحق» في مسلسل مكتوب في المواسم 1و2 على قناة تونس7.
في عام 2010 لعب دور «سي حيدر» في مسلسل من أيام مليحة لعبد القادر الجربي.
في عام 2011 ظهر في مسلسل L'ombra del destino للمخرج بيير بيلوني.
في عام 2012 لعب دور «بهان» في المسلسل التاريخي الدرامي عمر وهو مسلسل من إنتاج وبث قناة إم بي سي ومن إخراج حاتم علي، والمبني على حياة عمر بن الخطاب، الخليفة الثاني للإسلام. في نفس العام قام بدور «ماتياس» في المسلسل الإيطالي القصير Maria di Nazaret من إخراج جياكومو كامبيوتي ثم قام بدور «كايو» في الفيلم الإيطالي Santa Barbara من إخراج كارمين إليا.
في سنوات 2015 و 2016 و 2017 لعب دور «بدر بن صالح» في مسلسل أولاد مفيدة في المواسم 1و2و3 على قناة الحوار التونسي.
في عام 2018 لعب دور شخصية خير الدين باشا في مسلسل تاج الحاضرة على قناة الحوار التونسي. في نفس العام، أجرى دورة تدريبية في الولايات المتحدة من أجل تطوير مهاراته والتمكن من تقنيات التقديم التلفزي في مجال برامج المسابقات و الالعاب.
في عام 2019 ظهر في المسلسل التاريخي ممالك النار وهو مسلسل تاريخي عربي مشترك من إنتاج شركة جينوميديا الإماراتية للمخرج بيتر ويبر مع فتحي الهداوي وسهير بن عمارة.
في 2020 قدّم وأنتج برنامج لارينا (l'aréna) على قناة الحوار التونسي.

## أعماله

### مسلسلات تلفزيونية
- 2005: مقهى جلول للطفي بن ساسي وعماد بن حميدة (ضيف شرف الحلقة 24): خطيب سليمة
- 2014-2008: مكتوب لسامي الفهري: إلياس عبد الحق
- 2010: من أيام مليحة لعبد القادر الجربي: سي حيدر
- 2011: L'ombra del destino لبيتر ويبر
- 2012: عمر لحاتم علي: باهان
- 2015-2020: أولاد مفيدة لسامي الفهري: بدر بن صالح
- 2018: تاج الحاضرة لسامي الفهري: خير الدين باشا
- 2019: ممالك النار لبيتر ويبر: كورتباي

- 2021-2022: الفوندو لسوسن الجمني: سليم
- 2022: براءة لمراد بن الشيخ وسامي الفهري (ضيف شرف الحلقات 1 و2 و4 و5 و8 و21): يوسف
- 2023: الجبل الأحمر لربيع التكالي: تيم

### أفلام تلفزيونية
- 2012: Santa Barbara من إخراج كارمين إليا: قايو

### مسلسلات تلفزيونية قصيرة
- 2012: Maria di Nazaret من إخراج لجياكومو كامبيوتي: ماتياس

### البرامج التلفزية
| البرنامج         | القناة              | الحلقة         | ملاحظات | السنة     |
| Jetset           | قناة حنبعل          |                | مقدم    | 2006      |
| تاكسي            | التونسية            | الحلقة السادسة | ضيف     | 2013      |
| فكرة سامي الفهري | قناة الحوار التونسي |                | ضيف     | 2020      |
| لارينا           | قناة الحوار التونسي |                | مقدم    | 2020-2021 |

## وصلات خارجية
- ياسين بن قمرة على موقع IMDb (الإنجليزية)
- ياسين بن قمرة على موقع قاعدة بيانات الأفلام العربية
- ياسين بن قمرة على موقع ميوزك برينز (الإنجليزية)
- ياسين بن قمرة على موقع قاعدة بيانات الفيلم (الإنجليزية)
- ياسين بن قمرة على موقع كينوبويسك (الروسية)